# Agamura persica
Il geco ragno persiano (Agamura persica (Dumeril, 1856)) è un piccolo sauro della famiglia Gekkonidae, endemico del Medio Oriente. È l'unica specie del genere Agamura.

## Biologia
Sono gechi notturni e terrestri, vivono in ambienti desertici. Si nutrono di insetti.

## Distribuzione e habitat
La specie è diffusa nell'altopiano centrale dell'Iran e nelle regioni adiacenti di Pakistan e Afghanistan.
Si trova in una ampia gamma di habitat aridi,  rocciosi o sabbiosi, da 30 a 1.900 m di altitudine.